# Báthori Béla
| Báthori Béla                              | Báthori Béla                                                                                      |
| Kattints az alábbi külső linkek egyikére! | Kattints az alábbi külső linkek egyikére!                                                         |
| ----------------------------------------- | ------------------------------------------------------------------------------------------------- |
| Nem található szabad kép.(?)              |                                                                                                   |
| külső link · jogvédett                    | ARCANUM. Báthori Béla. Emléktábla a TF -udvarán. Képes Sport, 1985-02-19 / 8. sz.                 |
| külső link · jogvédett                    | Báthori Béla. In.: Sipos Béla: Az Óbudai Árpád Gimnázium 120 éve. (1902-2022) OSZK-MEK. 409. old. |
| külső link · jogvédett                    | ARCANUM. Gyermekünk, 1976-09-01 / 9. sz. Meghívtuk Báthori Bélát.                                 |

Báthori Béla (Kiskunfélegyháza, 1924. április 10. – Budapest, 2015. október 14.) atlétikai szövetségi kapitány, szakíró, edző, egyetemi docens, testnevelőtanár.

## Szakmai életútja
Budapest felszabadulása után Jászberényben, a megalakuló Magyar Néphadsereg I. hadosztályához került, majd tanulmányait folytathassa, hazamehetett. Gyalog indult útnak, március közepén érkezett szülőhelyére. A fővárosban a tanítás szeptember végén kezdődött. Mivel félbeszakadt a tanév, újra másodikos lett. Szinte hihetetlen, de a harcoló hallgatók, akik az egyik önkéntes század nagy részét képezték, egy kivételével mindannyian életben maradtak.
A Kiskunfélegyházi Tanítóképzőben 1948-ban érettségizett.
A TF-en testnevelés tanári diplomát 1963-ban. majd a TF-en atlétika edzői oklevelet szerzett. 1964-tól mesteredző. 1973-ban az Eötvös Loránd Tudományegyetem Bölcsészet Tudományi Karán pszichológia szakon végzett. Rákospalotán a mai Budapesti Dózsa György Gimnáziumban testnevelő tanár, 1951/55: a Budapesti Testnevelési Gimnáziumban vezető testnevelési tanár, 1955/63. Az Óbudai Árpád Gimnáziumban testnevelő tanár, a testnevelés tagozat vezetője is volt. 1963/71 között: az Eötvös Loránd Tudományegyetem Testnevelési Tanszékén munkatárs, 1971-től, a TF-en az  Atlétika Tanszék munkatársa; 1971-től: főiskolai docens, 1973/75: tanszékvezető főiskolai docens, 1975-től egyetemi docens. 1968-ban doktori fokozatot szerzett.
Hosszú ideig irányította a magyar atléta válogatott ugró szakágát, magas szintű munkát végzett a Budapesti Honvéd atlétikai szakosztályában. Tevékenységét olimpiai- és Európa-bajnoki dobogósok, országos bajnokok, csúcstartók sora fémjelzi.
1984-ben az Országos Pedagógiai Intézet testnevelés-tantervi bizottságának a vezetője is volt
Testnevelési tankönyveket és a  Testnevelési Főiskola Tudományos Közleményeiben szakcikkeket is publikált.
Felesége Such Ida (1940-) atléta, rövidtávfutó.
Tanítványai közül Kovács Annamária (1945–2023) olimpiai bronzérmes magyar atléta, ötpróbázó, gátfutó, az 1967-es év magyar női sportolója, Cziffra Zoltán (1942–), Európa-bajnokságon második helyezett, hármasugró, Kalocsai Henrik (1940–2012), távolugró, hármasugró, id. Noszály Sándor (1940–2001) magasugró magyar bajnokok.

## Fontosabb munkái
- Magasabbra, messzebbre. (társszerzők Subert Zoltán, Túsz Ferenc) Budapest, Sport, 1968.
- Mérési és számítási módszerek a testnevelésben. (társszerzők Nagy György, Makszin Imre) Magyar Testnevelési Egyetem. Tankönyvkiadó. Budapest. 1981.
- A testnevelés elmélete és módszertana. (szerkesztő) Magyar Testnevelési Egyetem. Tankönyvkiadó. Budapest. 1994.